# 서비 엽혁륵씨
서비 엽혁륵씨 (舒妃 叶赫勒氏, 또는 엽혁나랍씨(葉赫那拉氏) 1728년 7월 7일 ~ 1777년)는 영수의 딸이자, 건륭제의 비이다.

## 그녀의 출신
건륭제의 문헌에서는 그녀를 엽혁륵씨라고 불렀는데 가문의 기록에는 전무하다. 후대에 편찬된 《애신각라종보·성원집경》에서는 서비를 엽혁나랍씨, 시랑 영수의 딸이라고 써있다. 납란명주의 손자인 영수(永壽)는, 일명 영수(永綬)로 병부좌시랑을 지냈다. 황일농은 영수와 시랑 영수가 같은 사람이라고 보고 있으나, 직접적인 증거는 언급하지 않았다. 황일농은 그녀를 영수와 그의 처 관씨 (한군정황기 부도함태공녀, 1품부인)의 딸로 여겼다. 아울러 부항의 처 나랍씨가 영수와 관씨의 또 다른 딸로, 그녀의 언니였을 것으로 추정했다. 나랍씨가 영수와 관씨의 딸이라는 직접적인 증거는 언급하지 않았다. 한편, 명주 가문은 성간달한계 출신으로, 저쿵거의 둘째 아들인 태탄주의 아들이다.

## 어린 시절
옹정 6년 (1728년) 6월 1일, 엽혁나랍씨가 태어났다. 건륭 6년 (1741년) 2월 7일, 당시 13살이었던 엽혁나랍씨는 외팔기 수녀선발에서 내정의 주위로 지정되 입궁하였다. 귀인이라는 지위를 받았으나, 관련 문헌에는 휘호는 언급되지 않았고, 2월 13일의 황태후의 뜻을 받들어 가빈은 비로 진봉되고, 해귀인, 귀인 백씨와 함께 빈으로 진봉되었고, 11월에 정식 서빈 책봉례가 행해졌다.
건륭 8년 (1743년) 1월 24일, 궁중 기록물은 승건궁에 기평이 없다고 할 정도로, 당시 승건궁에는 후비가 살지 않았음을 알 수 있다. 서빈이 언제 승건궁으로 이주했는지는 기록물이 없어 확실치 않다. 건륭 9년 12월 18일 《옹화궁 만문 기록물 번역편》에는 승건궁 서빈이 수강궁 황태후, 서난전 황후와 함께 옹화궁으로 향했고, 궁중에서는 승건궁의 수령태감이 말 두필을 준비하였다고 써있다.
건륭 10년 (1745년) 3월 3일 《옹화궁 만문 기록물 번역편》에 승건궁 서빈이 황제와 황후 등을 따라 혜현황귀비의 금관정령지의 육고도로 간 것이 기록되어 있다. 승건궁 서빈, 연희궁 이빈, 그리고 영수궁 영빈의 환관들이 같은 수레에 타서 육고도로 향했다.
건륭 13년 (1748년) 7월, 한귀비 나랍씨를 황귀비로 책봉하고 황후로 세우려했다. 서빈과 가비 등 네사람이 함께 은덕을 받고 한 계급씩 진봉되었다. 건륭 14년 (1749년) 4월 5일, 서빈은 정식 서비 책봉례를 행하였다. 건륭 16년 (1751년) 5월 19일, 서비는 승건궁에서 황10자를 낳았다. 건륭 18년 (1753년) 6월 7일, 아직 이름이 없었던 황10자가 3살의 나이로 요절하였다.

## 말년 생애
건륭 32년 6월 1일, 서비 40세 생일을 맞아 연회가 열렸고, 건륭제는 은 450냥이 하사되었다.
건륭 37년 (1772년) 8월, 화각공주와 초정례연회를 가졌다. 부마 찰란태 중 안식구가 많지 않아 자녕궁에서 잔치를 벌이지 않았다. 황9녀의 양어머니 서비가 머물던 영수궁에 자리 16개, 양 10마리, 술 10병, 건륭제, 황태후 뉴호록씨는 열하행궁에 있었기 때문에 참석하지 않았다. 8우러 23일, 화석화각공주는 귀녕하고 자금성으로 돌아가 황제와 황후에게 문안을 드린다. 그 동안 화각공주와 영수궁에서 서비와 함께 연극을 즐겼다.
건륭 40년 (1775년) 1월 29일, 6궁을 장악한 황귀비 위씨가 병사하면서, 서비는 궁중 비빈의 최고의 자리에 올랐다. 건륭 40년 11월 3일, 영수궁 서비는 경인궁 영비 등을 거느리고 수강궁에 가서 숭경황태후께 문안을 드렸다.
건륭 42년 (1777년) 5월 30일, 서비는 50살의 나이로 세상을 떠났다. 궁내에서는 황11자 영성, 영기의 다섯째 아들 면억, 영용의 장남 면총이 서비의 복상을 했다. 궐밖에서는 화각공주의 부마인 찰란태, 화가공주의 액부 풍신제륜이 서비를 위해 입효하였다. 총리 서비의 장례의례는 황6자 영용, 강희제의 황16자 윤록의 둘째 아들인 장친왕 영상, 내무부 대신 김간이 맡았다. 서릉 업무를 처리하던 진국공 면덕은 서비가 병으로 사망하자, 어떻게든 상경하였다. 건륭제는 면덕이 온 것이 여러 황자들이 모인 것에 불과하다고 생각하여 굳이 경성에 올 필요가 없다고 말하였다.
건륭 42년 6월 9일, 서비의 금관이 서화원에 잠시 안치되는 동안, 승건궁 유비와 경인궁 영비, 저수궁의 내정 주위는 서비의 초제례에 제사를 지냈고, 서문을 읽은 사람은 황6자 영용이다. 이후 대제례는 황11자 영성이 서문을 읽었다. 건륭제는 친히 서화원에 있는 서비의 금관에 들러 술을 올리고, 그 해 9월 20일 묘시에 유릉비원침에 묻혔다.

## 서비(舒妃)가 나온 영상매체
| 년도 | 제목       | 배우       | 극중 이름     | 극중 호칭            |
| ---- | ---------- | ---------- | ------------- | -------------------- |
| 1999 | 금옥만당   | 강화(康華) | 납란 기서     | 서비                 |
| 2004 | 건륭흥향기 | 훈니       | 엽혁나랍씨    | 서비                 |
| 2018 | 연희공략   | 이춘애     | 납란 순설     | 서귀인 → 서빈 → 서비 |
| 2018 | 여의전     | 진호우     | 엽혁나랍 의환 | 서귀인 → 서빈 → 서비 |

## 같이 보기
- 입팔분공